# ماريا خوسيه غويانيس
ماريا خوسيه غويانيس (بالإسبانية: María José Goyanes)‏ هي ممثلة إسبانية، ولدت يوم 8 ديسمبر 1948 في مدريد في إسبانيا.

## روابط خارجية
- ماريا خوسيه غويانيس على موقع IMDb (الإنجليزية)
- ماريا خوسيه غويانيس على موقع قاعدة بيانات الفيلم (الإنجليزية)

لم يتم العثور على روابط لمواقع التواصل الاجتماعي.